# Girabola 2024-2025
La Girabola 2024-2025 è stata la 47ª edizione della massima divisione del campionato angolano di calcio. Il campionato è iniziato il 10 settembre 2024 ed è terminato il 25 maggio 2025.
Il Petro Atlético era la squadra campione in carica e si è riconfermato, vincendo il suo diciannovesimo titolo nazionale.

## Stagione

### Novità
Dalla stagione precedente sono state retrocesse União de Malanje e Sporting Cabinda, ultime due classificate del campionato. Al loro posto, dalla Gira Angola sono state promosse Carmona, Isaac de Benguela e Luanda City, prime tre classificate del campionato, portando il numero di squadre partecipanti da 15 a 16.

### Formula
Le 16 squadre partecipanti giocano un girone all'italiana con partite di andata e ritorno, per un totale di 30 giornate. Al termine della stagione, la prima classificata è campione di Angola e si qualifica per la CAF Champions League 2025-2026 insieme con la seconda classificata, mentre la terza classificata si qualifica per la Coppa della Confederazione CAF 2025-2026. Le ultime tre classificate vengono invece retrocesse in Gira Angola.

## Squadre partecipanti
| Squadra              | Città        | Stagione precedente |
| -------------------- | ------------ | ------------------- |
| Académica Lobito     | Lobito       | 10° in Girabola     |
| Bravos do Maquis     | Saurimo      | 8° in Girabola      |
| Carmona              | Uíge         | Gira Angola         |
| Desportivo Huíla     | Lubango      | 6° in Girabola      |
| Desportivo Lunda Sul | Saurimo      | 3° in Girabola      |
| Interclube           | Luanda       | 9° in Girabola      |
| Isaac de Benguela    | Benguela     | Gira Angola         |
| Kabuscorp            | Luanda       | 4° in Girabola      |
| Luanda City          | Luanda       | Gira Angola         |
| Petro Atlético       | Luanda       | Campione di Angola  |
| Primeiro de Agosto   | Luanda       | 7° in Girabola      |
| Recreativo do Libolo | Calulo       | 13° in Girabola     |
| Sagrada Esperança    | Dundo        | 2° in Girabola      |
| Santa Rita de Cássia | Uíge         | 12° in Girabola     |
| São Salvador         | Mbanza Congo | 11° in Girabola     |
| Wiliete              | Benguela     | 5° in Girabola      |

## Classifica
|                   | Pos. | Squadra              | Pt | G  | V  | N  | P  | GF | GS | DR  |
| ----------------- | ---- | -------------------- | -- | -- | -- | -- | -- | -- | -- | --- |
| Angola (bandiera) | 1.   | Petro Atlético       | 68 | 30 | 20 | 8  | 2  | 46 | 13 | +33 |
|                   | 2.   | Wiliete              | 60 | 30 | 18 | 6  | 6  | 49 | 23 | +26 |
|                   | 3.   | Primeiro de Agosto   | 55 | 30 | 14 | 13 | 3  | 35 | 19 | +16 |
|                   | 4.   | Sagrada Esperança    | 49 | 30 | 13 | 10 | 7  | 28 | 23 | +5  |
|                   | 5.   | Bravos do Maquis     | 48 | 30 | 11 | 15 | 4  | 35 | 21 | +14 |
|                   | 6.   | São Salvador         | 48 | 30 | 14 | 6  | 10 | 38 | 25 | +13 |
|                   | 7.   | Interclube           | 42 | 30 | 10 | 12 | 8  | 34 | 20 | +14 |
|                   | 8.   | Desportivo Huíla     | 42 | 30 | 12 | 6  | 12 | 27 | 24 | +3  |
|                   | 9.   | Kabuscorp            | 39 | 30 | 9  | 12 | 9  | 26 | 26 | 0   |
|                   | 10.  | Desportivo Lunda Sul | 35 | 30 | 8  | 11 | 11 | 24 | 28 | -4  |
|                   | 11.  | Académica Lobito     | 32 | 30 | 7  | 11 | 12 | 22 | 36 | -14 |
|                   | 12.  | Recreativo do Libolo | 30 | 30 | 6  | 12 | 12 | 26 | 33 | -7  |
|                   | 13.  | Luanda City          | 28 | 30 | 7  | 7  | 16 | 25 | 44 | -19 |
|                   | 14.  | Santa Rita de Cássia | 26 | 30 | 6  | 8  | 16 | 13 | 32 | -19 |
|                   | 15.  | Isaac de Benguela    | 23 | 30 | 5  | 8  | 17 | 27 | 47 | -20 |
|                   | 16.  | Carmona              | 18 | 30 | 3  | 9  | 18 | 11 | 52 | -41 |

Legenda
      Campione di Angola e ammessa alla CAF Champions League 2025-2026.
      Qualificata per la CAF Champions League 2025-2026
      Ammessa alla Coppa della Confederazione CAF 2025-2026.
      Retrocessa in Gira Angola 2025-2026.
Note:
Tre punti a vittoria, uno a pareggio, zero a sconfitta.